# Chris Pilgram
Chris Pilgram is een Nederlands muziekproducent en arrangeur.
Zijn werk is terug te vinden in de popmuziek van de jaren zeventig en 1989 binnen de Nederlandse popmuziek. Pilgram is bekend van zijn werk met Ramses Shaffy. Pilgram arrangeerde Wij zullen doorgaan naar een hit, net alleen van Ramses Shaffy, maar ook indirect voor André van Duin. Pilgram was betrokken bij opnames van Chiel Montagne, Herman van Veen, Max Werner, Nova met hit Aurora en Tuig. Pilgram werkte ook voor Polydor via Red Bullet Productions, de werkmaatschappij van Willem van Kooten.
Van Pilgram zelf zijn ook twee singles en een album uitgegeven, die weinig succesvol waren:
- Single: Ik lig van nou niet meer wakker/Hoe?
- Single: Voor de vrede/Als je wacht
- Album: Kiezen of delen

Hij is een van de oprichters van palmnet.nl, een initiatief voor jonge musici. Op een ander vlak was Pilgram ook actief; de wiet-drive-in, een voorstel vrije handel in wiet in en rondom Utrecht.
- MusicBrainz: 1561e39b-5d05-419d-8215-97e8f568d015
- Nederlandse Thesaurus van Auteursnamen: 072012501
- Virtual International Authority File: 288317591
- WorldCat: E39PBJxWVDQ9Yh767Dv4vBk7HC